# 週刊TVガイド
週刊TVガイド（しゅうかんテレビガイド）は、東京ニュース通信社発行のテレビ情報誌である。毎週水曜日発売。1962年（昭和37年）創刊。日本で現在発行が続いているテレビ情報誌としては最も歴史がある。
『インターネットTVガイド（TVガイドWeb）』及びBS放送を中心に扱っている月刊誌の『デジタルTVガイド』についてもここで記述する。
姉妹誌として同社からは月刊誌の『月刊TVガイド』『B.L.T.』『テレビブロス』（2020年1月で休刊）『TVガイド Muse』（現在は廃刊）、BS放送を中心に扱っていた月刊誌の『TV Taro』（2014年2月で休刊）などがある。

## 週刊版
表紙ロゴは1988年8月26日号から「週刊」のない「TVガイド」表記へ変更したが、2023年3月10日号から35年ぶりに「週刊」のある「週刊TVガイド」表記に復帰した。同時期に「週刊ザテレビジョン」が休刊しており、「週刊誌」であることを改めて強調している。
1995年11月10日号にて創刊以来続いたA5判からA4変形判へ判型が変更。「史上最大の超番組表!」のキャッチコピーで、番組表の内容が詳細化した。

### 発行部数
2006年度の637,173部より大幅な減少が継続している。
|                             | 1 - 3月    | 4 - 6月    | 7 - 9月    | 10 - 12月  |
| --------------------------- | ---------- | ---------- | ---------- | ---------- |
| 2008年（平成20年）          |            | 518,381 部 | 513,646 部 | 558,036 部 |
| 2009年（平成21年）          | 483,415 部 | 467,538 部 | 448,493 部 | 544,832 部 |
| 2010年（平成22年）          | 426,729 部 | 416,403 部 | 418,926 部 | 504,822 部 |
| 2011年（平成23年）          | 405,813 部 | 380,284 部 | 368,254 部 | 439,118 部 |
| 2012年（平成24年）          | 359,510 部 | 343,412 部 | 354,901 部 | 410,628 部 |
| 2013年（平成25年）          | 365,690 部 | 350,664 部 | 328,859 部 | 396,155 部 |
| 2014年（平成26年）          | 322,102 部 | 306,395 部 | 302,235 部 | 343,878 部 |
| 2015年（平成27年）          | 276,462 部 | 242,252 部 | 232,919 部 | 283,376 部 |
| 2016年（平成28年）          | 226,868 部 | 212,087 部 | 211,610 部 | 263,297 部 |
| 2017年（平成29年）          | 210,733 部 | 194,012 部 | 191,357 部 | 221,711 部 |
| 2018年（平成30年）          | 171,574 部 | 159,041 部 | 157,087 部 | 202,988 部 |
| 2019年（平成31年/令和元年） | 151,562 部 | 146,763 部 | 133,654 部 | 170,092 部 |
| 2020年（令和2年）           | 138,471 部 | 131,738 部 | 132,980 部 | 158,666 部 |
| 2021年（令和3年）           | 117,640 部 | 116,083 部 | 115,693 部 | 138,071 部 |
| 2022年（令和4年）           | 090,843 部 | 085,226 部 | 086,274 部 | 098,933 部 |
| 2023年（令和5年）           | 096,150 部 | 121,585 部 | 110,946 部 | 115,354 部 |
| 2024年（令和6年）           | 090,426 部 | 082,477 部 | 080,577 部 | 098,803 部 |

### 地方版（対応地域）
地方展開はテレビ局の数や居住人口、受信事情などを勘案し構成されているため、版によって番組表に掲載されるテレビ局の数が異なる。隣接地域の番組表やCS放送、ケーブルテレビの番組表が掲載される版もある。また静岡県において首都圏版や中部版、山口県において広島・島根・鳥取・山口東版や 福岡・佐賀・山口西版が販売されているなど、隣接地域が見られるエリアの書店には複数の版が置かれている。
- 2018年12月7日号から
  - 北海道・青森版（北海道、青森県）
    - 旧：北海道版と旧：青森・岩手版を統合（岩手は秋田・山形と統合）。

  - 岩手・秋田・山形版（岩手県、秋田県、山形県）
    - 旧：青森・岩手版と旧：秋田・山形版を統合（前者は青森を分離）。

  - 宮城・福島版（宮城県、福島県）
  - 長野・新潟版（長野県、新潟県）
  - 静岡版（静岡県）
  - 関東版（東京都、群馬県、栃木県、茨城県、埼玉県、千葉県、神奈川県、山梨県）
  - 石川・富山・福井版（石川県、富山県、福井県）
  - 中部版（愛知県、岐阜県、三重県）
  - 関西版（大阪府、滋賀県、京都府、兵庫県、奈良県、和歌山県、徳島県）
  - 岡山・香川・愛媛・高知版（岡山県、香川県、愛媛県、高知県）
    - 旧：岡山・香川版と旧：愛媛・高知版を統合(サンテレビと四国放送は関西版に一本化)。

  - 広島・島根・鳥取・山口東版[注 1]（広島県、島根県、鳥取県、山口県）
  - 福岡・佐賀・山口西版[注 1]（福岡県、佐賀県、山口県）
  - 長崎・熊本版（長崎県、熊本県）
  - 鹿児島・宮崎・大分版（鹿児島県、宮崎県、大分県）
    - 旧：鹿児島・宮崎版と旧：大分版を統合。

- 2018年11月30日号まで
  - 北海道版（北海道）
  - 青森・岩手版（青森県、岩手県）
    - 旧：青森・岩手・秋田版（青森県、岩手県、秋田県）

  - 秋田・山形版（秋田県、山形県）
    - 青森・岩手・秋田版（現：青森・岩手版）と新潟・山形版（現：新潟版）から分離して統合。

  - 宮城・福島版（宮城県、福島県）
    - 2008年8月1日号より「宮城版」と「福島版」を統合。

  - 長野・新潟版（長野県、新潟県）
    - 2014年9月で「新潟版」が休刊し「長野版」に統合。

  - 静岡版（静岡県）
  - 関東版（東京都、群馬県、栃木県、茨城県、埼玉県、千葉県、神奈川県、山梨県）
    - かつては表紙の一部分に関東版以外で表示されていた「○○版」の表示を省略し、背表紙の「○○版」の部分が「○・○-○・○」（○の部分が日付）となっていた。
    - 関東版に山梨県のテレビ局（山梨放送・テレビ山梨）が掲載開始されたのは1995年11月10日号。それまでは長野・山梨版（現：長野版）に掲載された。

  - 石川・富山・福井版（石川県、富山県、福井県）
  - 中部版（愛知県、岐阜県、三重県）
  - 関西版（大阪府、滋賀県、京都府、兵庫県、奈良県、和歌山県、徳島県）
  - 広島・島根・鳥取・山口東版[注 1]（広島県、島根県、鳥取県、山口県）
    - 旧：広島版と旧：島根・鳥取版を統合。かつては「山口」と名乗る版名はなかったが、旧：広島版は山口県のテレビ局が掲載されていた。また旧：島根・鳥取版は広島県のテレビ局が掲載されていた。

  - 岡山・香川版（岡山県、香川県、徳島県、サンテレビ）
    - 旧：岡山・四国版（岡山県、四国全域）
    - 初期は岡山・香川・徳島版を名乗っていた時期があった。
    - 徳島県のテレビ局（四国放送）とサンテレビは関西版と岡山・香川版の両方に掲載されていた。

  - 愛媛・高知版（愛媛県、高知県）
    - 旧：岡山・四国版（岡山県、四国全域）

  - 福岡・佐賀・山口西版[注 1]（福岡県、佐賀県、山口県）
    - 旧：九州北版（福岡県、佐賀県、大分県）当時は山口県のテレビ局は掲載されていなかった。

  - 大分版（大分県）
    - 九州北版（現:福岡・佐賀・山口西版）から分離。

  - 長崎・熊本版（長崎県、熊本県）
    - 九州西版から長崎・熊本版に改称。

  - 鹿児島・宮崎版（鹿児島県、宮崎県）
    - 旧：九州南版（鹿児島県、宮崎県、沖縄県）

  - 沖縄版（沖縄県）
    - 九州南版（現：鹿児島・宮崎版）から分離。
    - 2015年6月30日発売号をもって休刊。

### 表紙
- 創刊号の表紙を飾ったのは、NHKのアナウンサーを経て、日本初のフリーアナウンサーとして活躍していた高橋圭三[2]。
- 架空のキャラクターが表紙を飾ったことがある。架空のキャラクターの表紙はアニメキャラクターとしては1963年6月7日号のアトムが、人形劇（着ぐるみ劇）キャラクターとしては1965年5月7日号のブーフーウーが、特撮ヒーローのキャラクターとしては1967年1月27日号のウルトラマンとマグマ大使がそれぞれ第一号である。近年では2023年3月3日号でドラえもんが永瀬廉と共に表紙を飾っている[3]。また1977年12月9日号では蒸気機関車が、1978年2月24日号では恐竜（のイラスト）が表紙を飾ったことがある。
- 2011年·創刊49周年時点でのTVガイド表紙登場回数ランキングは1位 SMAP（46回）、2位 KinKi Kids（44回）、3位 木村拓哉（40回）、4位 香取慎吾（39回）、5位 嵐（31回）、6位 草彅剛（30回）、7位 山口百恵（29回）、8位 中居正広（28回）、9位 長瀬智也（27回）、10位 KAT-TUN（25回）、11位 堂本剛（23回）、11位 関ジャニ∞（23回）、15位 滝沢秀明（20回）、16位 堂本光一（18回）、17位 近藤真彦（17回）、20位 稲垣吾郎（16回）[4]。

### 節目の号に表紙を飾った人物
| 号数   | 日号             | 表紙                                         | 作品名       |
| ------ | ---------------- | -------------------------------------------- | ------------ |
| 創刊号 | 1962年8月4日号   | 高橋圭三                                     |              |
| 500号  | 1972年4月28日号  | 中村敦夫                                     | 木枯し紋次郎 |
| 1000号 | 1982年1月15日号  | 郷ひろみ、緒形拳、野村義男、松平健、名高達郎 | 峠の群像     |
| 1500号 | 1991年10月18日号 | 過去の表紙の再掲                             |              |
| 2000号 | 2000年8月4日号   | 木村拓哉                                     |              |
| 2500号 | 2009年2月6日号   | KinKi Kids                                   |              |
| 3000号 | 2017年3月10日号  | 嵐                                           |              |

## BS放送・CS放送対応版
「月刊デジタルTVガイド」は地上波だけでなく4K放送を含むBS・CSの衛星放送にも対応している。

### 地方版（対応地域）
- 全国版
- 関西版
- 中部版

## インターネットTVガイド
- 現在はTVガイドwebに名称を変更。1996年に運営が開始され、2014年10月1日の「インターネットTVガイドDaily」へのリニューアルに伴い同年9月30日を以って番組表サービスは終了[5]。一時期Yahoo! JAPANと提携していたこともあり、番組表サービス終了後はYahoo!テレビGガイドを利用するよう案内している[6]。東京ニュース通信社が新聞ラ・テ欄を手掛けていることから放送当日更新分は雑誌よりも内容が充実しているが、出演者が細分化されていなかったり（顔を出している出演者とナレーターとの区別など）「放送局からデータを送られていない」という理由でその番組の主要レギュラー出演者が記載されなかったりといった問題点もあった。
- NHK総合テレビジョンの番組編成独自化（特に北関東、中京広域圏、関西広域圏、福岡の平日夕方ローカルニュース）に対応できていなかったが、2013年10月に「地上波デジタル番組表」の項目ができ、同番組表で確認ができるようになった。

## OB（本誌出身者）
- 泉麻人（元・本誌編集者）

## CMタレント
- 観月ありさ
- 中川家
- タモリ（2001 - 2002年）
- 関ジャニ∞（2003年 - ）
- ナナナ（テレビ東京マスコットキャラクター、2015年12月）※テレビ東京系列6局のみ放送

## 関連楽曲
- おおくぼ良太『週刊TVガイド物語』 - 1983年に発売されたシングル曲（ビクター SV-7308）